# Moonglow (Avantasia-Album)
Moonglow ist das achte Studioalbum des deutschen Metal-Oper-Projekts Avantasia des Musikers Tobias Sammet, der alle Kompositionen und Texte des Albums, mit Ausnahme von Maniac, geschrieben hat. Es ist am 15. Februar 2019 bei Nuclear Blast erschienen.

## Hintergrund
Das Cover des Albums wurde von dem schwedischen Künstler Alexander Jansson gestaltet.

## Mitwirkende Musiker
Gastsänger 
- Ronnie Atkins (Pretty Maids)
- Jørn Lande (Jorn)
- Eric Martin (Mr. Big)
- Geoff Tate (ex-Queensrÿche)
- Michael Kiske (Helloween)
- Bob Catley (Magnum)
- Candice Night (Blackmore’s Night)
- Hansi Kürsch (Blind Guardian)
- Mille Petrozza (Kreator)

Weitere Musiker
- Nadia Birkenstock – Keltische Harfe
- Oliver Hartmann – Leadgitarre
- Herbie Langhans, Billy King, Bridget Fogle, Lerato Sebele, Alvin Le-Bass, Stokely Van Daal – backing vocals

## Charts
| ChartsChartplatzierungen     | Höchstplatzierung | Wochen |
| ---------------------------- | ----------------- | ------ |
| Deutschland (GfK)            | 1 (10 Wo.)        | 10     |
| Österreich (Ö3)              | 4 (3 Wo.)         | 3      |
| Schweiz (IFPI)               | 3 (8 Wo.)         | 8      |
| Vereinigtes Königreich (OCC) | 38 (1 Wo.)        | 1      |

## Trackliste
1. Ghost in the Moon – 9:51
2. Book of Shallows – 5:00
3. Moonglow – 3:56
4. The Raven Child – 11:16
5. Starlight – 3:38
6. Invincible – 3:07
7. Alchemy – 7:28
8. The Piper at the Gates of Dawn – 7:20
9. Lavender – 4:30
10. Requiem for a Dream – 6:08
11. Maniac – 4:31
12. Heart (Bonustrack)

## Trivia
- Für  Hansi Kürsch und Candice Night ist es die erste Zusammenarbeit mit Tobias Sammet bei einem Avantasia Album
- Maniac ist ein Cover des amerikanischen Sängers Michael Sembello

## Kritik
Fabian Bernhardt von metal.de gibt dem Album in ihrem Review die volle Punktzahl und schreibt in ihrem Fazit: „Opulente Tracks, eingängige Melodien und eine gute Portion Härte machen „Moonglow“ bereits jetzt zu einem Highlight im noch jungen Musikjahr 2019. So darf die Reise gern weitergehen.“
Lisa Gratzke von Metal Hammer schreibt in ihrer Kritik „Das neue Avantasia-Werk ist verspielt, romantisch, raffiniert und vor allem: großartig!“.